# Idaea spoliata
Idaea spoliata är en fjärilsart som beskrevs av Otto Staudinger 1870. Idaea spoliata ingår i släktet Idaea och familjen mätare. Inga underarter finns listade i Catalogue of Life.